# Muspell
Segons la mitologia escandinava Muspell és el regne ardent del sud que va sortir de Ginnungagap i que, en combinar-se la seva escalfor extrema amb el fred extrem de Niflheim va originar Ymir i Audhumla.
Es creu que el Muspelheim era el més elevat de tots els regnes, i es trobava per sobre de Asgard, la llar dels Æsir. Més al nord es trobava Niflheim, el regne del gel. És la llar dels Gegants de Foc, dels quals Surt era el més poderós. Muspelheim significa món del foc o llar del foc, sent Muspel foc i Heim, llar o món.
Els objectes brillants del cel nocturn, com a planetes, estels i estels van sorgir de les espurnes del Muspelheim.
Al Ragnarök, el concepte nòrdic de la fi del món, els cels s'obriran i Surtur sortirà del Muspelheim seguit de tots els seus gegants, marxant cap a Asgard i destruint al seu pas el pont de Bifrost.